# MULTICS
MULTICS (изговор: //) је оперативни систем, претеча UNIX-а. Започет 1964. године, у то време донео је доста новина, укључујући динамично везивање и хијерархијски систем датотека. Био је изузетно моћан, и јуникс се може сматрати његовим „поједностављеним“ наследником. Само име јуникс је хак речи Multics. Последња инсталација Малтикса „угашена” је 31. октобра 2000. године.
Мултикс је замишљен као комерцијални производ за Џенерал Електрика, а портиран је и за Ханивел, иако не веома успешно. Због бројних нових и вредних идеја, Мултикс је имао значајан утицај на информатику упркос својих грешака.

## Историја пројекта
Године 1964, Мултикс је првобитно развијен за GE-645 мејнфрејм, 36-битни систем. ГЕ-јев компјутерски посао, укључујући Мултикс, преузео је Ханивел 1970. године; око 1973. године, Мултикс је био подржан на Ханивел 6180 машинама, што је укључивало безбедносна побољшања укључујући хардверску подршку за заштитне прстенове.
Последња позната Мултиксова инсталација која је изворно радила на Ханивеловом хардверу је угашена 30. октобра 2000. у канадском Одељењу за националну одбрану у Халифаксу, Нова Шкотска, Канада.

### Садашњи статус
Године 2006. Бул ХН је објавио изворни код за MR12.5, коначно издање Мултикса из 1992, на МИТ. Већина система је сада доступна као слободни софтвер са изузетком неких опционих делова као што је TCP/IP.
Године 2014, Мултикс је успешно покренут на садашњем хардверу користећи емулатор. Издање 1.0 емулатора је сада доступно. Издање 12.6ф Мултикса прати издање 1.0 емулатора и додаје неколико нових функција, укључујући опозив командне линије и уређивање помоћу видео система.

## Команде
Следи листа програма и команди за уобичајене рачунарске задатке које подржава Мултикс интерфејс командне линије.
- apl
- ceil
- change_wdir (cwd)
- cobol
- copy (cp)
- echo
- emacs
- floor
- fortran (ft)
- gcos (gc)
- help
- home_dir (hd)
- if
- list (ls)
- login (l)
- logout
- ltrim
- mail (ml)
- pascal
- pl1
- print (pr)
- print_wdir (pwd)
- runoff (rf)
- rtrim
- sort
- teco
- trunc
- where (wh)
- who
- working_dir (wd)

## Ретроспективна запажања
Питер Х. Сајлус, аутор књиге која покрива ране године Јуникса, изнео је једну позицију: „Са Мултиксом су покушали да имају много разноврснији и флексибилнији оперативни систем, и то није било веома успешно“. Ова позиција је, међутим, широко дискредитована у рачунарској заједници, јер се многе Мултиксове техничке иновације користе у савременим комерцијалним рачунарским системима.
Стално резидентно језгро Мултикса, система који је својевремено бивао исмејаван као превелик и сложен, имао је само 135 KB кода. Поређења ради, Линукс систем је 2007. могао да заузима и по 18 MB. Први MIT GE-645 имао је 512 килоречи меморије (2 MiB), заиста огромну количину у то време, а кернел је користио само умерени део Мултиксове главне меморије.